# Sa-Roc
Assata Perkins, née le 28 décembre 1981, connue professionnellement sous le nom de Sa-Roc, est une rappeuse américaine.
En 2016, elle est la seconde rappeuse à signer avec le label Rhymesayers.

## Biographie
Assata Perkins naît le 28 décembre 1981, à Southeast, Washington, DC. Adolescente, elle étudie à City of Peace, un organisme qui encourage les étudiants à devenir actifs dans leur communauté, par le biais du théâtre. Elle fait part ouvertement du fait qu'elle s'automutilait à l'adolescence et fait référence à cette période dans sa chanson Forever. Elle fréquente l'école Nation House, puis le Collège des Arts et des Sciences de l'Université Howard, où elle étudie la biologie.

## Musique
Assata Perkins choisit son nom de scène en combinant son surnom d'enfance « Sa Sa » et en rendant hommage au maître de cérémonie hip hop Sha-Rock.
En 2002, Sa-Roc rencontre le producteur d'Atlanta, Sol Messiah, avec qui elle entame une longue collaboration. Bien qu'elle ait enregistré plusieurs albums, elle ne commence à se produire sur scène qu'en 2011, au profit de Mutulu Shakur.
En 2013, elle sort son album The Book of Light, qui comprend le morceau Just Us, écrit en l'honneur de Troy Davis. En 2014, elle collabore avec David Banner, sur le single The Who ?, pour son album Nabuchodonosor. Elle joue également avec Black Thought, au A3C Hip Hop Festival 2014. En 2015, Sa-Roc sort sa mixtape The Legend of Black Moses, puis, en mai 2016, elle signe avec le label Rhymesayers. Sa première publication officielle avec ce label est une collaboration avec Brother Ali, sur l'album All the Beauty in This Whole Life. Avec lui, elle se produit dans le cadre du The Own Light Tour.
En février 2018, elle publie son single Forever, puis, en octobre 2018, son single Goddess Gang. Le son est présenté dans le jeu vidéo de course Need for Speed Heat, sorti en 2019. L'album The Sharecropper's Daughter, sort le 2 octobre 2020, rapidement qualifié par la revue The Economist comme l'un des quinze meilleurs albums de 2020.
La chanson Believe de Sa-Roc est présentée dans And She could Be Next, un documentaire PBS diffusé en 2020, sur la Squad.

## Sources d'inspiration
Sa-Roc s'inspire d'artistes tels que Billie Holiday, Outkast, Bad Brains, Nirvana et Björk.

## Discographie

### Albums
- 2008 : Supernova[9]
- 2010 : Journey of the Starseed
- 2010 : Stardust[10]
- 2011 : Ether Warz[11]
- 2013 : The Book of Light
- 2013 : Babylon
- 2014 : Nebuchadnezzar
- 2015 : Extra-Terrestrial
- 2015 : Gift of the Magi
- 2020 : The Sharecropper's Daughter
- 2021 : The Sharecropper's Daughter Deluxe

### Mixtapes
- 2015 : The Legend of Black Moses

### EPs
- 2008 : Astral Chronicles[9]
- 2016 : MetaMorpheus